# Widolfa von Engeström-Ahrenberg
Widolfa von Engeström-Ahrenberg, född 8 november 1845 i Berge i Brunflo socken, död 13 april 1914 i Helsingfors, var en svensk målare och grafiker.
Engeström-Ahrenberg studerade konst vid Slöjdskolan i Stockholm samtidigt som hon bedrev privatstudier i Mårten Eskil Winges ateljé därefter studerade hon vid Konstakademien 1870–1876 samt i Léopold Loewenstams etsningskurs 1875. Hon flyttade till Finland i samband med sitt giftermål 1876 och medverkade från 1877 i Finska konstföreningens utställningar i Helsingfors. Hennes konst består av porträtt, genremålningar, altartavlor och kopior av äldre mästare. Engeström-Ahrenberg är representerad vid Nationalmuseum i Stockholm, Ateneum och Cygnæus galleri i Helsingfors.
Hon var dotter till kaptenen Carl Gustaf von Engeström och Fredrika Gustava von Walden samt från 1876 gift med Jac Ahrenberg. Hon var mor till Signe Tandefelt och René Ahrenberg.